# Szara
Szara – w mitologii mezopotamskiej bóg lokalny sumeryjskiego miasta Umma, gdzie czczono go w świątyni E-mah („Dom potężny”). Przypisany bogu Szara epitet „bohater boga Ana” sugeruje, że był to bóg wojowniczy, co potwierdza babiloński mit o ptaku Anzu, w którym Szara jest jednym z bogów proszonych o podjęcie walki przeciwko Anzu. W poemacie sumeryjskim „Zejście Inanny do świata podziemnego” Szara jest jednym z trzech bóstw, które przyszły złożyć hołd Inannie po jej powrocie; może to mieć związek z tradycją zachowaną w micie o Lugalbandzie, że Szara był synem Inanny.